# Wohn- und Wirtschaftsgebäude Schlüter Straße 86
Das Wohn- und Wirtschaftsgebäude Schlüter Straße 86 in Berne-Schlüte in der Nähe zur Ollen stammt aus dem 18. Jahrhundert.
Aktuell (2023) wird es vermutlich landwirtschaftlich genutzt.
Das Gebäude steht unter Denkmalschutz (siehe auch Liste der Baudenkmale in Berne).

## Beschreibung
Das eingeschossige giebelständige Wohn- und Wirtschaftsgebäude als Zweiständer-Hallenhaus in Fachwerk mit Steinausfachungen, reetgedecktem Krüppelwalmdach, Niedersachsengiebeln sowie Groote Door mit Korbbogen, vorkragendem Wirtschaftsgiebel auf profilierten Knaggen. Traufseiten und Wohngiebel in Backstein erneuert und erhaltnem Innengerüst stammt aus der Mitte des 18. Jahrhunderts.
Auf der anderen Straßenseite der Hofanlage stehen weitere nicht denkmalgeschützte Nebenanlagen.
Das Landesdenkmalamt befand: „… geschichtliche Bedeutung … als beispielhaftes, gut erhaltenes Fachwerkhallenhaus aus der Mitte des 18. Jhs. ….“